# Włóczęgi północy
Włóczęgi północy (ang. Nomads of the North) – powieść przygodowa amerykańskiego pisarza Jamesa Olivera Curwooda z 1919 r.
.

## Opis
Opowieść o przygodach niedźwiedzia imieniem Neewa (w tłumaczeniu Jerzego Marlicza Niua) i psa imieniem Miki, które mimo różnic w upodobaniach i zwyczajach nawiązują trwałą, mocną przyjaźń i dorastają w trudnych warunkach północnoamerykańskiej puszczy. Na swojej drodze zwierzęta spotykają ludzi zarówno szlachetnych jak i okrutnych. Książka sugestywnie ukazuje obrazy z życia dzikiej kanadyjskiej puszczy i jej mieszkańców a także ludzi, z którymi splatają się losy zwierząt. Ich wędrówka to prawdziwa szkoła przetrwania. Powieść wzrusza i skłania do refleksji.

## W kulturze
W 1920 r. na kanwie powieści nakręcony został film Nomads of the North w reżyserii Davida Hartforda z Betty Blythe, Lonem Chaneyem i Lewisem Stone’em w rolach głównych. Film nie jest adaptacją a jedynie luźno nawiązuje do powieści Curwooda. W 1953 r. powstał film Northern Patrol w reżyserii Rexa Baileya, który także w luźny sposób nawiązuje do powieści Włóczęgi północy.
W 1961 r. powstał film Walta Disneya Nikki, Wild Dog of the North w reżyserii Jacka Couffera i Dona Haldane’a, który oparty został na przygodach zwierząt z powieści Curwooda.

## Wydania polskie
- Włóczęgi północy, tłum. Jerzy Marlicz, wydanie skrócone[7], 1928[1]
- Włóczędzy północy, tłum. Sebastian Czarnecki, 2025[8]